# Plagiopholis delacouri
Plagiopholis delacouri — вид змій родини полозових (Colubridae). Мешкає в Лаосі і В'єтнамі. Вид названий на честь франко-американського орнітолога Жана Теодора Делакура.

## Поширення і екологія
Plagiopholis delacouri мешкають в горах на півночі Лаосу і В'єтнаму. Вони живуть в бамбукових заростях на берегах гірських струмків, у вічнозелених гірських лісах, на висоті від 900 до 1500 м над рівнем моря.